# Piet van Est

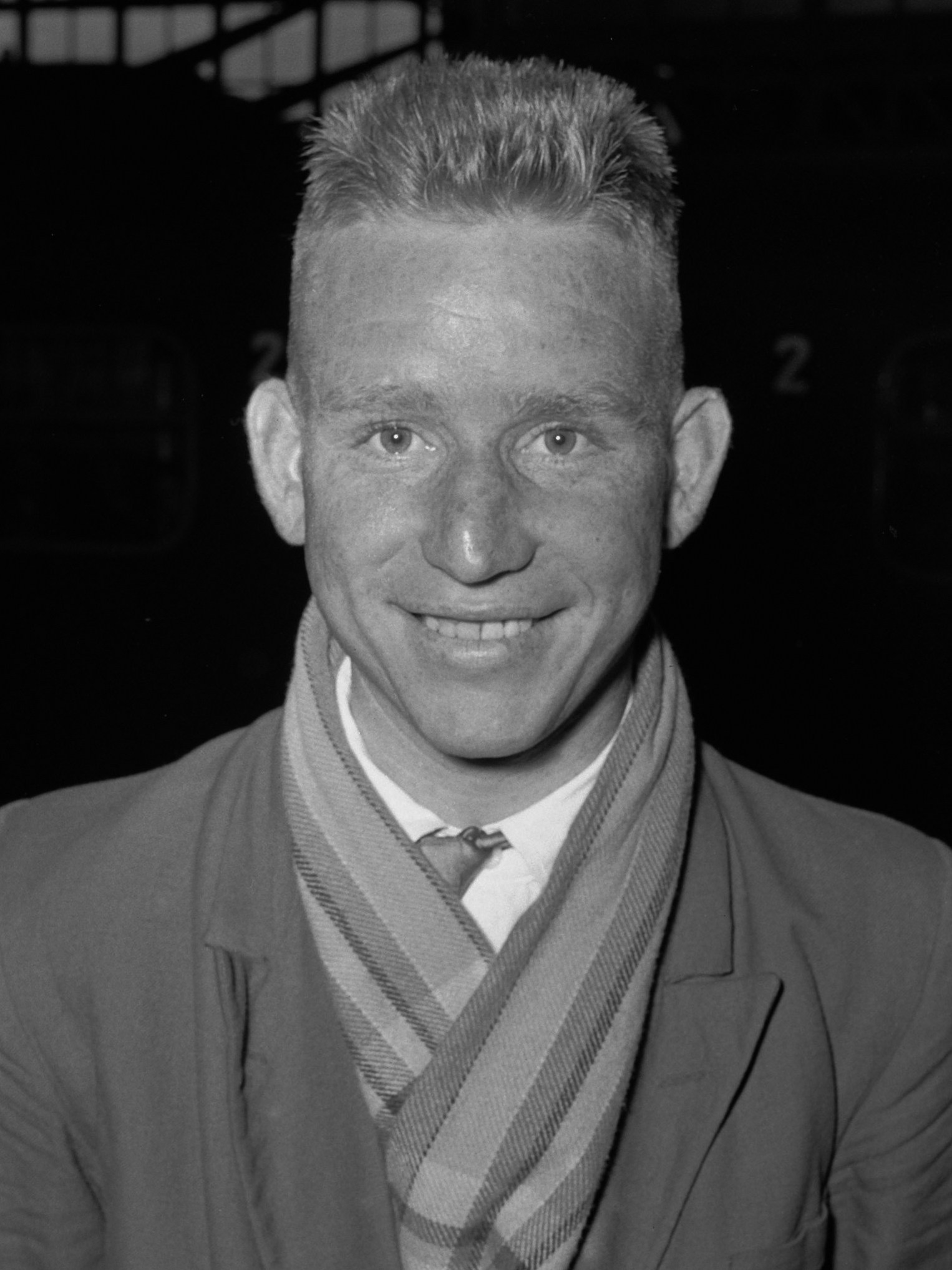
Piet van Est (1956)

Piet van Est (* 11. August 1934 in Fijnaart; † 17. Oktober 1991 in Roosendaal) war ein niederländischer Radrennfahrer und nationaler Meister im Radsport.

## Sportliche Laufbahn
1955 startete er als Unabhängiger. 1957 wurde er Berufsfahrer im Radsportteam Magneet-Vredestein und blieb bis 1965 aktiv.
Van Est war Straßenradsportler und wurde 1956 nationaler Meister im Mannschaftszeitfahren der Interclubs, in dem Amateure, Unabhängige und Profis gemeinsam antraten. 1963 und 1964 gewann er diese Meisterschaft erneut. Er gewann 1956 eine Etappe der Tour d’Europe.
1958 siegte er in der Ronde van Nederland vor Peter Post. Seinen bedeutendsten Erfolg hatte er 1961 mit einem Etappensieg im Giro d’Italia. Auch in der Belgien-Rundfahrt gewann er eine Etappe. 1964 war er im Etappenrennen Dwars door Vlaanderen erfolgreich, in der er bereits 1962 einen Tageserfolg holen konnte. 1963 gewann er den Omloop van Oost-Vlaanderen.
Zwischen 1957 und 1964 fuhr er die Tour de France siebenmal. Der 22. Platz 1958 war sein bestes Ergebnis im Endklassement. In der Tour de France 1958 gewann er die Sonderwertung Souvenir Henri Desgrange. 1961 wurde er 35. im Giro d’Italia, 1962 schied er aus.

## Familiäres
Seine Brüder Nico van Est und Wim van Est waren ebenfalls Berufsfahrer.